# 池田守男
池田 守男（いけだ もりお、1936年〈昭和11年〉12月25日 - 2013年〈平成25年〉5月20日）は、株式会社資生堂相談役、資生堂美容技術専門学校理事長、東洋英和女学院理事長・院長、株式会社小松製作所社外取締役、教育再生会議座長代理、日本基督教団銀座教会員。香川県高松市出身。神学部卒の異色経営者として知られた。

## 経歴
- 1955年3月 - 香川県立高松高等学校卒業
- 1961年3月 - 東京神学大学神学部卒業
- 1961年4月 - 株式会社資生堂入社
- 1990年 - 同 取締役秘書室長
- 1995年 - 同 常務取締役
- 1997年 - 同 代表取締役専務
- 2000年 - 同 代表取締役副社長
- 2001年6月 - 同 代表取締役社長
- 2003年7月-東京商工会議所副会頭
- 2005年6月 - 同 取締役会長
- 2005年6月 - 東洋英和女学院理事長
- 2006年4月 - 日本宣伝大賞受賞
- 2006年6月 - 株式会社資生堂相談役
- 2006年10月 - 教育再生会議座長代理
- 2007年2月 - 2013年3月 公益認定等委員会委員長[1]
- 2007年4月 - 東洋英和女学院理事長・院長
- 2008年4月 - 株式会社三越伊勢丹ホールディングス取締役
- 2008年6月 - 旭化成株式会社取締役
- 2009年4月 - 学校法人資生堂学園理事長
- 2013年5月 - 腎臓がんのため死去76歳没。

## 人物
- 牧師を志して神学部に進んだが、60年安保の時代でキリスト教の内部でも対立がありそのまま牧師になる決心がつかずに資生堂へ一般就職をした。秘書や総務畑を歩み、福原義春の社長後半時代に秘書室長を務め、側近として仕えた[2]。
- 好きな言葉は、聖書の「与ふるは受くるより幸ひなり」。

## 著書
- サーバント・リーダーシップ入門（2007年11月、かんき出版、ISBN 978-4761264734） - 共著者：金井壽宏